# Matt Miazga
Matthew Miazga (Clifton, Nueva Jersey, Estados Unidos, 19 de julio de 1995) es un futbolista estadounidense que juega como defensa en el F. C. Cincinnati de la Major League Soccer.

## Trayectoria

### Inicios

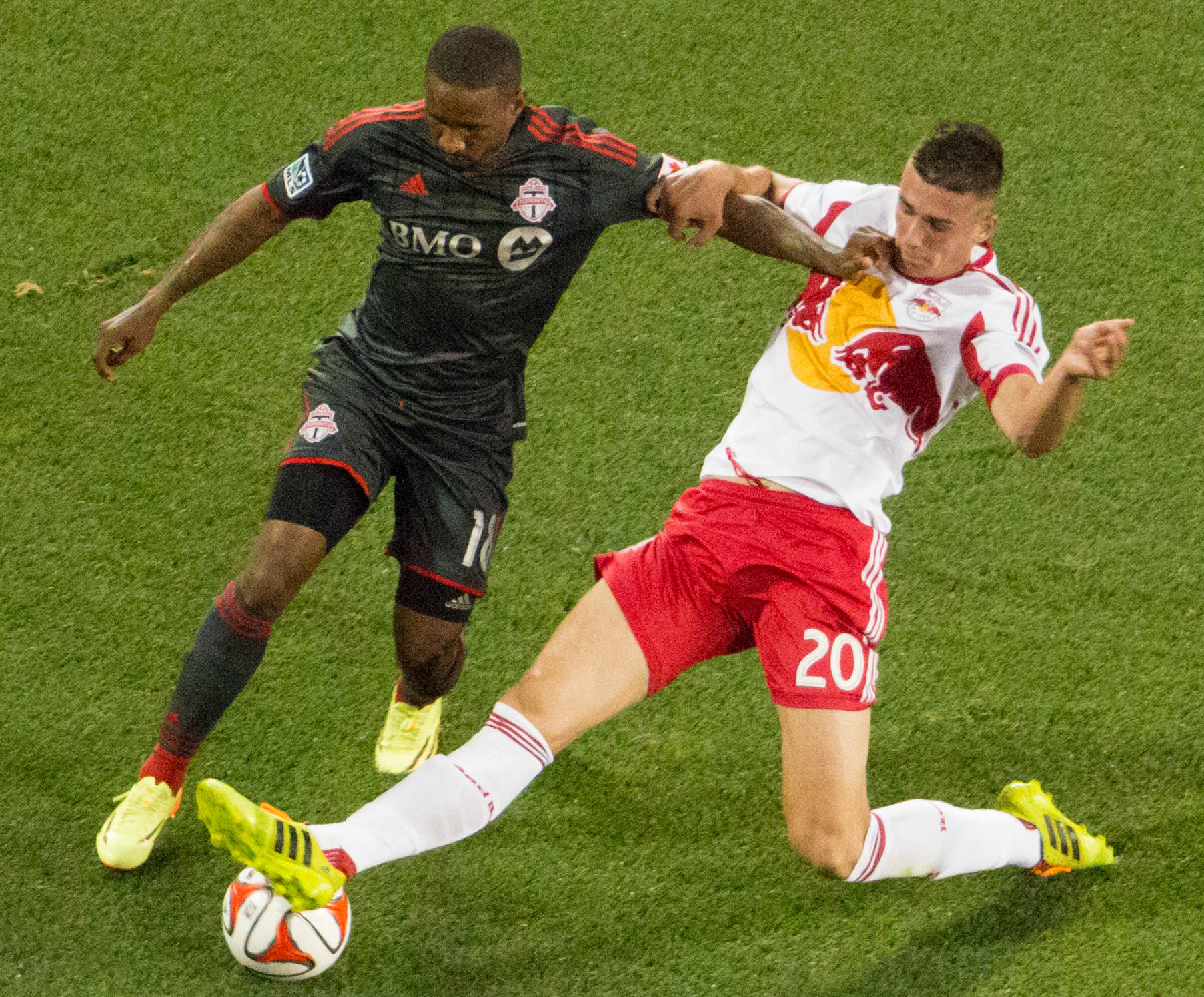
Matt Miazga defendiendo contra Jermain Defoe en 2014

Nacido en Clifton, Nueva Jersey, Miazga es un producto de la Academia del New York Red Bulls, a la cual se unió en 2009 en su categoría sub-14. Mientras jugaba para el equipo sub-16 en 2012, Miazga ayudó a los Red Bulls a ganar el campeonato juvenil de la federación de fútbol estadounidense, el U.S. Developmental Academy National Championship.

### New York Red Bulls
Luego de pasar por varias categorías inferiores con los Red Bulls, Miazga firmó un contrato de homegrown (jugador desarrollado en la misma academia del club) el 30 de mayo de 2013 con el club, convirtiéndose así en el octavo jugador de la academia en obtener un contrato profesional.
Miazga debutó con el primer equipo a sus 18 años ingresando como suplente en el minuto 76 en una victoria 4-1 sobre el Houston Dynamo el 8 de septiembre de 2013. Anotó su primer gol como profesional el 28 de junio de 2015 en la victoria 3-1 sobre el New York City FC.

### Chelsea
El 29 de enero de 2016, el recientemente contratado técnico del Chelsea FC de la Premier League de Inglaterra confirmó que Miazga ficharía con el club ese mismo día, luego de haber completado su examen médico en Londres. El club confirmó el fichaje al día siguiente, indicando que el futbolista había firmado un contrato por cuatro años y medio. Hizo su debut en la Premier League, el 2 de abril de 2016, siendo titular y jugando los 90 minutos en la victoria 4-0 sobre el Aston Villa.

## Selección nacional
Categorías inferiores

### Selecciones juveniles
Miazga ha sido convocado en varias ocasiones para jugar con la selección de fútbol sub-20 y sub-23 de los Estados Unidos. El 28 de diciembre de 2014 fue incluido en la lista preliminar de 35 jugadores con miras al Campeonato Sub-20 de la Concacaf de 2015, el cual sirvió de clasificación para la Copa Mundial de Fútbol en esa categoría en junio de ese año. El 5 de enero de 2015 fue incluido en la lista final de futbolistas que disputaron el torneo. Meses después fue incluido en la lista definitiva de 21 jugadores que representaron a los Estados Unidos en la Copa Mundial de Fútbol Sub-20 de 2015 en Nueva Zelanda. Miazga fue titular en cuatro de los cinco encuentros del torneo, ayudando a su equipo a alcanzar los cuartos de final.
El 18 de septiembre de 2015, Miazga fue incluido en la lista oficial de 23 jugadores que disputarán el Torneo Preolímpico de la Concacaf con miras a los Juegos Olímpicos de Río de Janeiro de 2016.

### Selección absoluta
Al contar con doble nacionalidad polaca y estadounidense, podía elegir representar a cualquiera de las selecciones de esos países. No obstante, finalmente fue convocado a la selección estadounidense en noviembre de 2015, con miras a los primeros dos partidos de las eliminatorias a la Copa Mundial de Fútbol de 2018 frente a San Vicente y las Granadinas y Trinidad y Tobago. Hizo su debut en el primer partido, ingresando en el segundo tiempo en reemplazo de Geoff Cameron.
En diciembre de 2015, Miazga fue votado como el Jugador Joven del Año en Estados Unidos por la federación de fútbol ese país.

### Participaciones en Copas del Mundo
| Mundial                     | Sede          | Resultado        | Partidos | Goles |
| --------------------------- | ------------- | ---------------- | -------- | ----- |
| Copa Mundial Sub-20 de 2015 | Nueva Zelanda | Cuartos de final | 4        | 0     |

## Estadísticas

### Clubes
Actualizado a la temporada 2024.
| New York Red Bulls Estados Unidos                                                                                 | 1.ª           | 2013          | 1   | 0  | 0  | 0 | ―  | ― | 1   | 0  |
| New York Red Bulls Estados Unidos                                                                                 | 1.ª           | 2014          | 7   | 0  | 1  | 0 | 0  | 0 | 8   | 0  |
| New York Red Bulls Estados Unidos                                                                                 | 1.ª           | 2015          | 30  | 1  | 2  | 0 | 0  | 0 | 32  | 1  |
| New York Red Bulls Estados Unidos                                                                                 | Total club    | Total club    | 38  | 1  | 3  | 0 | 0  | 0 | 41  | 1  |
| Chelsea F. C. Inglaterra                                                                                          | 1.ª           | 2015-16       | 2   | 0  | 0  | 0 | 0  | 0 | 2   | 0  |
| Chelsea F. C. Inglaterra                                                                                          | Total club    | Total club    | 2   | 0  | 0  | 0 | 0  | 0 | 2   | 0  |
| S. B. V. Vitesse · Países Bajos                                                                                   | 1.ª           | 2016-17       | 23  | 0  | 6  | 1 | 0  | 0 | 29  | 1  |
| S. B. V. Vitesse · Países Bajos                                                                                   | 1.ª           | 2017-18       | 36  | 4  | 1  | 0 | 6  | 0 | 43  | 4  |
| S. B. V. Vitesse · Países Bajos                                                                                   | Total club    | Total club    | 59  | 4  | 7  | 1 | 6  | 0 | 72  | 5  |
| F. C. Nantes Francia                                                                                              | 1.ª           | 2018-19       | 8   | 0  | 1  | 0 | ―  | ― | 9   | 0  |
| F. C. Nantes Francia                                                                                              | Total club    | Total club    | 8   | 0  | 1  | 0 | 0  | 0 | 9   | 0  |
| Reading F. C. Inglaterra                                                                                          | 2.ª           | 2018-19       | 18  | 0  | 0  | 0 | ―  | ― | 18  | 0  |
| Reading F. C. Inglaterra                                                                                          | 2.ª           | 2019-20       | 20  | 2  | 4  | 0 | ―  | ― | 24  | 2  |
| Reading F. C. Inglaterra                                                                                          | Total club    | Total club    | 38  | 2  | 4  | 0 | 0  | 0 | 42  | 2  |
| R. S. C. Anderlecht · Bélgica                                                                                     | 1.ª           | 2020-21       | 30  | 1  | 3  | 0 | ―  | ― | 33  | 1  |
| R. S. C. Anderlecht · Bélgica                                                                                     | Total club    | Total club    | 30  | 1  | 3  | 0 | 0  | 0 | 33  | 1  |
| Deportivo Alavés · España                                                                                         | 1.ª           | 2021-22       | 11  | 0  | 1  | 0 | ―  | ― | 12  | 0  |
| Deportivo Alavés · España                                                                                         | Total club    | Total club    | 11  | 0  | 1  | 0 | 0  | 0 | 12  | 0  |
| F. C. Cincinnati Estados Unidos                                                                                   | 1.ª           | 2022          | 12  | 2  | ―  | ― | ―  | ― | 12  | 2  |
| F. C. Cincinnati Estados Unidos                                                                                   | 1.ª           | 2023          | 29  | 0  | 4  | 0 | 3  | 0 | 36  | 0  |
| F. C. Cincinnati Estados Unidos                                                                                   | 1.ª           | 2024          | 16  | 0  | ―  | ― | 4  | 0 | 20  | 0  |
| F. C. Cincinnati Estados Unidos                                                                                   | Total club    | Total club    | 57  | 2  | 4  | 0 | 7  | 0 | 68  | 2  |
| Total carrera | Total carrera | Total carrera | 243 | 10 | 23 | 1 | 13 | 0 | 279 | 11 |
| (1)Incluye datos de la Postemporada de la MLS (2015) (2)Incluye datos de la Lamar Hunt U.S. Open Cup (2014, 2015) |               |               |     |    |    |   |    |   |     |    |

## Palmarés

### Títulos nacionales
| Título                   | Club               | País           | Año     |
| ------------------------ | ------------------ | -------------- | ------- |
| Supporter's Shield       | New York Red Bulls | Estados Unidos | 2013    |
| Conferencia Este MLS     | New York Red Bulls | Estados Unidos | 2013    |
| Supporter's Shield       | New York Red Bulls | Estados Unidos | 2015    |
| Copa de los Países Bajos | S. B. V. Vitesse   | Países Bajos   | 2016-17 |

### Títulos internacionales
| Título                          | Club (*)       | Sede           | Año  |
| ------------------------------- | -------------- | -------------- | ---- |
| Liga de Naciones de la Concacaf | Estados Unidos | Estados Unidos | 2021 |

(*) Incluyendo la selección.

### Distinciones individuales
| Distinción                                 | Año  |
| ------------------------------------------ | ---- |
| Futbolista Joven del Año en Estados Unidos | 2015 |